# Rosângela Santos
Rosângela Cristina Oliveira Santos (Washington, 20 dicembre 1990) è una velocista brasiliana.

## Palmarès

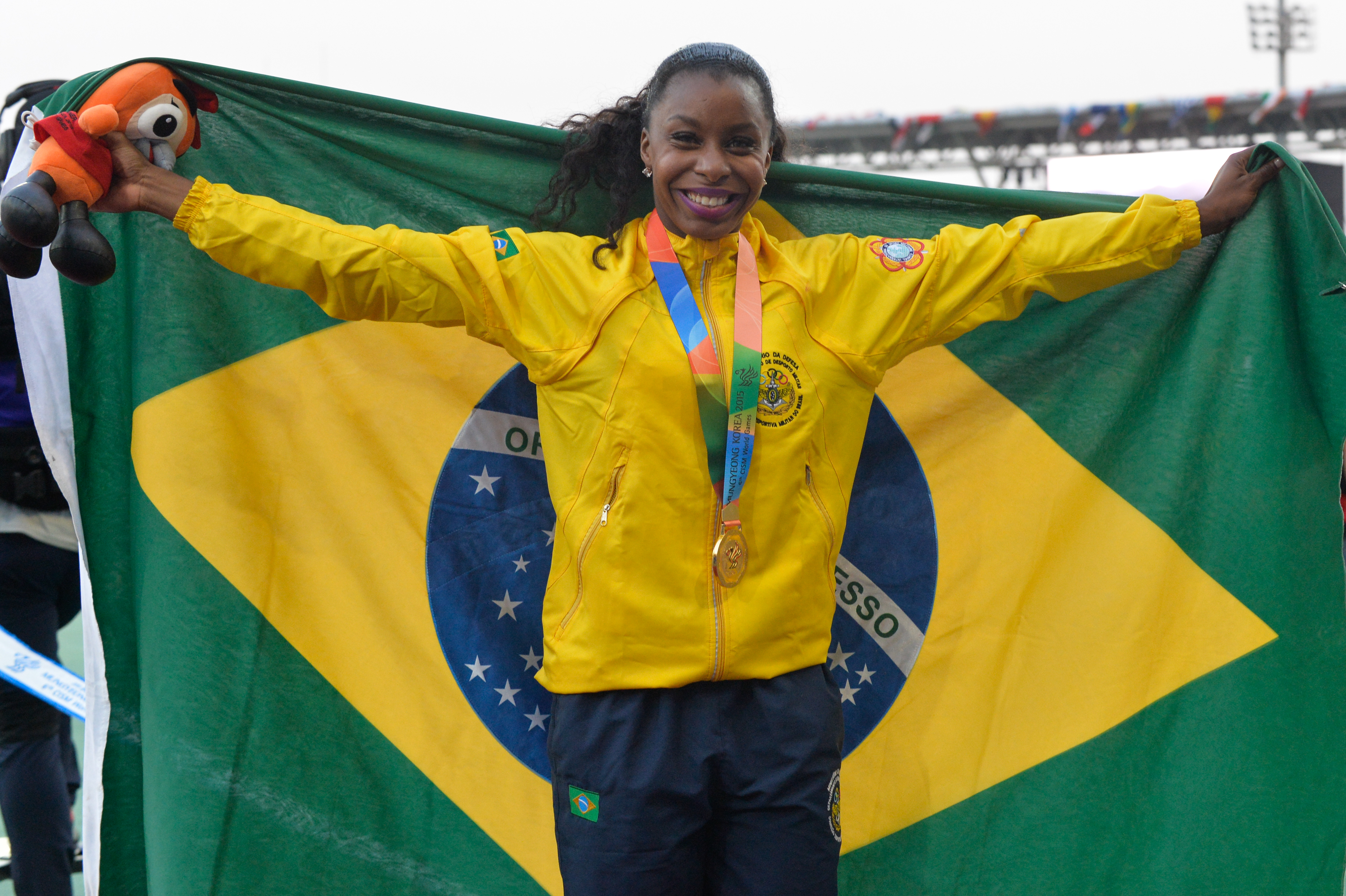
Rosângela Santos nel 2015

| Anno | Manifestazione          | Sede           | Evento      | Risultato  | Prestazione | Note                                     |
| ---- | ----------------------- | -------------- | ----------- | ---------- | ----------- | ---------------------------------------- |
| 2008 | Mondiali U20            | Bydgoszcz      | 100 m piani | 4ª         | 11"95       |                                          |
| 2008 | Mondiali U20            | Bydgoszcz      | 4×100 m     | Bronzo     | 44"61       |                                          |
| 2008 | Giochi olimpici         | Pechino        | 4×100 m     | Bronzo     | 43"14       |                                          |
| 2011 | Mondiali                | Taegu          | 100 m piani | Semifinale | 11"61       |                                          |
| 2011 | Mondiali                | Taegu          | 4×100 m     | 6ª         | 43"10       |                                          |
| 2011 | Giochi panamericani     | Guadalajara    | 100 m piani | Oro        | 11"22       | Miglior prestazione personale            |
| 2011 | Giochi panamericani     | Guadalajara    | 4×100 m     | Oro        | 42"85       | Record nazionale                         |
| 2013 | Campionati sudamericani | Cartagena      | 200 m piani | Finale     | dns         |                                          |
| 2013 | Mondiali                | Mosca          | 4×100 m     | Finale     | dnf         |                                          |
| 2014 | World Relays            | Nassau         | 4×100 m     | 7ª         | 43"67       |                                          |
| 2015 | World Relays            | Nassau         | 4×100 m     | 6ª         | 42"92       |                                          |
| 2015 | Giochi panamericani     | Toronto        | 100 m piani | 4ª         | 11"04       |                                          |
| 2015 | Giochi panamericani     | Toronto        | 4×100 m     | 4ª         | 43"01       |                                          |
| 2015 | Mondiali                | Pechino        | 100 m piani | Semifinale | 11"07       |                                          |
| 2015 | Mondiali                | Pechino        | 200 m piani | Semifinale | 22"87       |                                          |
| 2015 | Mondiali                | Pechino        | 4×100 m     | Batteria   | 43"15       |                                          |
| 2016 | Mondiali indoor         | Portland       | 60 m piani  | Semifinale | 7"20        |                                          |
| 2016 | Giochi olimpici         | Rio de Janeiro | 100 m piani | Semifinale | 11"23       | Miglior prestazione personale stagionale |
| 2016 | Giochi olimpici         | Rio de Janeiro | 4×100 m     | Batteria   | dq          |                                          |
| 2017 | World Relays            | Nassau         | 4×100 m     | Finale     | dnf         |                                          |
| 2017 | Campionati sudamericani | Asunción       | 100 m piani | Finale     | dq          |                                          |
| 2017 | Campionati sudamericani | Asunción       | 200 m piani | Finale     | dns         |                                          |
| 2017 | Campionati sudamericani | Asunción       | 4×100 m     | Oro        | 43"12       | Record dei campionati                    |
| 2017 | Mondiali                | Londra         | 100 m piani | 7ª         | 11"06       |                                          |
| 2017 | Mondiali                | Londra         | 200 m piani | Semifinale | dq          |                                          |
| 2017 | Mondiali                | Londra         | 4×100 m     | 7ª         | 43"63       |                                          |
| 2018 | Mondiali indoor         | Birmingham     | 60 m piani  | Batteria   | 7"32        |                                          |
| 2018 | Giochi sudamericani     | Cochabamba     | 100 m piani | 6ª         | 11"39       |                                          |
| 2019 | Giochi panamericani     | Lima           | 4×100 m     | Oro        | 43"04       | Miglior prestazione personale stagionale |
| 2019 | Mondiali                | Doha           | 100 m piani | Batteria   | 11"32       |                                          |
| 2019 | Mondiali                | Doha           | 4×100 m     | Batteria   | dq          |                                          |
| 2020 | Sudamericani indoor     | Cochabamba     | 60 m piani  | Oro        | 7"34        |                                          |
| 2021 | World Relays            | Chorzów        | 4×100 m     | Batteria   | dq          |                                          |
| 2021 | Giochi olimpici         | Tokyo          | 100 m piani | Batteria   | 11"33       | Miglior prestazione personale stagionale |
| 2021 | Giochi olimpici         | Tokyo          | 4×100 m     | Batteria   | 43"15       |                                          |
| 2022 | Mondiali indoor         | Belgrado       | 60 m piani  | Batteria   | dq          | TR16.8                                   |
| 2023 | Campionati sudamericani | San Paolo      | 4x100 m     | Oro        | 43"47       |                                          |
| 2023 | Mondiali                | Budapest       | 4×100 m     | Batteria   | 43"46       |                                          |